# Aposphaerion fasciatum
Aposphaerion fasciatum là một loài bọ cánh cứng trong họ Cerambycidae.